# Autopista Edgerton
La Autopista Edgerton y conocida en inglés como Edgerton Highway es una pequeña carretera ubicada en el estado de Alaska. La autopista inicia en el Sur en McCarthy Road en Chitina hacia el Norte en la Ruta 4 (Autopista Richardson) al sur de Copper Creek. La autopista tiene una longitud de 54 km (33.5 mi). La Autopista Edgerton también forma parte de la Ruta de Alaska 10. La Autopista Edgerton, nombrada por el general Glen Edgar Edgerton del Ejército de los Estados Unidos, un miembro del Alaska Road Commission.

## Mantenimiento
Al igual que las carreteras estatales, las carreteras federales, la Autopista Edgerton es administrada y mantenida por el Departamento de Transporte y Servicios Públicos de Alaska por sus siglas en inglés DOT&PF.